# Lazrou
Lazrou là một thị trấn thuộc tỉnh Batna, Algérie. Dân số thời điểm năm 2002 là 4.598 người.